# Cordelia Urueta
Cordelia Urueta Sierra (* 5. Juni 1908 in Mexiko-Stadt; † 3. November 1995 ebenda) war eine mexikanische Malerin. Wie auch Frida Kahlo und Remedios Varo unterschlug Urueta einige Lebensjahre und gab ihr Geburtsjahr mit 1908 an, Nachforschungen deuten allerdings auf ihre Geburt im Jahr 1897 oder 1900 hin.

## Leben
Urueta war die Tochter des Schriftstellers Jesús Urueta Siqueiros und die Nichte des Schriftstellers und Politikers Justo Sierra Méndez. 1919 ging sie mit ihren Eltern nach Argentinien, als ihr Vater dorthin als mexikanischer Bevollmächtigter entsandt wurde. In gleicher Funktion ging er danach mit seiner Familie nach Uruguay. Nachdem Uruetas Mutter verstorben war, kehrte der Vater mit Cordelia zurück nach Mexiko, wo sie erkrankte und an starker Blutarmut litt. Nach ihrer Genesung sorgte Dr. Atl, der eng mit der Familie befreundet war, dafür, dass sie an der Freiluftmalschule (Escuela de Pintura al Aire Libre) im alten Kloster von Churubusco die Malerei erlernen konnte. 1929 ging sie nach New York und stellte dort zusammen mit Rufino Arellanes Tamayo und José Clemente Orozco in der von Alma Reed gegründeten Galerie aus. 1932 erhielt sie einen Lehrauftrag des Secretaría de Educación Pública. Uruetas abstrakte Bilder waren in Mexiko und in Europa auf Ausstellungen zu sehen. Sie war Gründungsmitglied des Salón de la Plástica Mexicana.

## Bekannte Werke
- „Paisajes“ (‚Landschaften‘), 1947
- „El hombre de la luna“, 1951
- „Paisaje“, 1952
- „Retrato de Pita Amor“ (Porträt), 1953
- „Mujer“ (‚Frau‘), 1956
- „Pajaro de Presa“, 1960
- „Iman“, 1960
- „Paisaje mejicano“ (‚Mexikanische Landschaft‘), 1966
- „Fòrmula 18, el silencio“, 1970
- „Pellejo de Piedras“, 1975
- „Balance del miedo“, 1975
- „Óxido“, 1977
- „Abstracto“, 1984
- „Perfil“ (‚Profil‘), 1985
- „Ventana al sol“, 1985
- „Nave“ (‚Schiff‘), 1987
- „Pirámide“, 1989
- „Viejo Barco“ (‚Altes Boot‘), 1989
- „El barco perdido“, 1989
- „El hechizo“, 1990